# Lurah
Lurah is een bestuurslaag in het regentschap Cirebon van de provincie West-Java, Indonesië. Lurah telt 6878 inwoners (volkstelling 2010).